# War Fighting
War Fighting foi um evento de MMA e paintball que aconteceu no dia 07 de Dezembro de 2013, no Ginásio de Esportes Mauro Pinheiro, em São Paulo.

## O Evento
O evento foi dividido em duas etapas. Na primeira, os atletas se dividiram em duas equipes, cada uma com um lutador de cada categoria de peso, que se enfrentaram pelas regras do paintball, durante dez minutos. Será considerada a vencedora a equipe que conseguir eliminar todo o time rival ou roubar a bandeira dos oponentes. Ao todo, seis equipes competirão no torneio.
Na segunda etapa, os lutadores se efrentaram numa disputa de MMA. A luta será constituída de um único round de dez minutos, e a única maneira de ser declarado o vencedor é por desistência, nocaute ou finalização sobre o adversário. Caso nenhuma destas situações aconteça, o duelo será considerado um empate. Os cinco combates acontecerão simultaneamente.
Ao final das lutas, será decretada a equipe vencedora aquela que somar maior números de pontos nas duas etapas da competição.

### Regras
- Fonte: MMAspace[4]

#### Regras do Paintball
1 – Confronto por Equipes: 5 Atletas vs 5 Atletas;

2 – Eliminatória simples do atleta com o estouro da bola em qualquer parte de seu corpo;

3 – Vence o time que eliminar todo o outro primeiro ou conquistar a bandeira do time rival;

4 – Obrigatório o uso de equipamento de segurança.

#### Regras do MMA
1 – Confronto por Equipes: 5 Atletas vs 5 Atletas;

2 – 1 round de 10 minutos;

3 – Em cada confronto de equipe vs equip e, todas as lutas serão simultâneas (5 de uma vez);

4 – Cada luta haverá 02 árbitros para gerir o combate, não existirão Juízes Laterais, pois será decretado vencedor o atleta que finalizar, nocautear ou o oponente se render através de desistência válida qualquer;

5 – Obrigatório uso de equipamento de segurança, composto por: coquilha, protetor bucal e luva 8oz.

6 – Joelhadas no rosto só serão permitidas em pé, no chão apenas no corpo.

### Equipes
| Equipe         | Atleta (Por Categoria) | Atleta (Por Categoria) | Atleta (Por Categoria) | Atleta (Por Categoria) | Atleta (Por Categoria) |
| Equipe         | 60kg                   | 70kg                   | 80kg                   | 90kg                   | 100kg                  |
| -------------- | ---------------------- | ---------------------- | ---------------------- | ---------------------- | ---------------------- |
| Equipe Bravo   | Péricles Quintanilha   | Vando dos Santos       | Diego Rodrigues        | Raphel Ribeiro         | Silvio Peixoto         |
| Equipe Charlie | Wellinton Rocha        | William Reis           | Geminho                | Yuri Messias           | Felipe Bastos          |
| Equipe Tango   | Vinícius Zani          | Wanderson Cardoso      | Jorge Albala           | Aldo Sutão             | André Silva            |
| Equipe Alfa    | Humberto Rangel        | Marcial Robles         | Everaldo Sousa         | Diogo Almeida          | Gustavo Ota            |
| Equipe Delta   | Tiago Pereira          | Leandro Regis          | Otavio Augusto         | Fagner Braga           | Salvador Minniti       |
| Equipe Fox     | Judinei Oliveira       | Thiago Brito           | Thiago Lima            | Alex Brichita          | Marcelo Cruz           |

- Fonte:SporTV[5]

## Resultados
1º embate
- Equipe Tango – 14 pontos
- Equipe Bravo – 06 pontos

2º embate
- Equipe Charlie – 11 pontos / uma desclassificação
- Equipe Alfa – 09 pontos

3º embate
- Equipe Delta – 03 pontos
- Equipe Fox – 17 pontos

### Resultado Final
A equipe vencedora foi a "Equipe Fox", que somou 17 pontos, após conquistar os 5 pontos no paintball e 4 dos 5 competidores vencerem as lutas.